# Micheline Rampe
Micheline Rampe ist eine deutsche Autorin, Therapeutin und Coach.
Micheline Rampe begann ihre berufliche Tätigkeit als Journalistin und Lektorin für den Fischer Verlag und den Verlag Hoffmann und Campe. Seit 1999 arbeitet sie als Coach und Heilpraktikerin/Psychotherapie in Hamburg. Ihre Bücher behandeln das Thema Resilienz.

## Veröffentlichungen
- Der R-Faktor. Das Geheimnis unserer inneren Stärke Frankfurt/M. 2004, ISBN 3-8218-5584-3 / Knaur Verlag, München 2005, ISBN 3-426-87260-9
- Jeder will es werden, keiner will es sein. Alter als Herausforderung München 2006. ISBN 3-927743-87-9
- Aufräumen im Kopf. Mit Meditation und Meridian-Klopfen zur inneren Klarheit Allegria Verlag, München 2007, ISBN 978-3-7934-2102-3
- Aufräumen im Kopf – Überblick zum Themengebiet, Hamburg 2017
- Leichtsein: Das Unbewusste zum Schlanksein verführen ISBN 978-3-8423-6051-8
- Buddha für Pragmatiker: Wie ein achtsamer Geist ihr Gehirn positiv verändert Gräfe und Unzer Verlag, München 2014, ISBN 978-3-8338-3633-6